# Suchań (gromada)
Suchań (do 31 XII 1961 Sadłowo) – dawna gromada, czyli najmniejsza jednostka podziału terytorialnego Polskiej Rzeczypospolitej Ludowej w latach 1954–1972.
Gromady, z gromadzkimi radami narodowymi (GRN) jako organami władzy najniższego stopnia na wsi, funkcjonowały od reformy reorganizującej administrację wiejską przeprowadzonej jesienią 1954 do momentu ich zniesienia z dniem 1 stycznia 1973, tym samym wypierając organizację gminną w latach 1954–1972.
Gromadę Suchań z siedzibą GRN w mieście Suchaniu (nie wchodzącym w jej skład) utworzono 1 stycznia 1962 w powiecie stargardzkim w woj. szczecińskim w związku z przeniesieniem siedziby gromady Sadłowo z Sadłowa do Suchania i zmianą nazwy jednostki na gromada Suchań; równocześnie do gromady Suchań włączono obszar zniesionej gromady Wapnica, miejscowości Tarnowo, Modrzewo, Suchanówko i Zastawie ze zniesionej gromady Tarnowo oraz miejscowość Słodkówko ze zniesionej gromady Brudzewice w tymże powiecie.
Gromada przetrwała do końca 1972 roku, czyli do kolejnej reformy gminnej. 1 stycznia 1973 w powiecie stargardzkim utworzono gminę Suchań